# 5150
5150 är det amerikanska hårdrockbandet Van Halens sjunde studioalbum, utgivet i mars 1986. Det var det första albumet gruppen spelade in med sångaren Sammy Hagar, efter att denne ersatt David Lee Roth. Skivan blev bandets dittills största succé, med hits som "Why Can't This Be Love", "Dreams", "Best of Both Worlds" och "Love Walks In".
Albumet är uppkallat efter Eddie Van Halens egen studio, 5150 Studios, i Los Angeles. Denna studio är i sin tur uppkallad efter 5150 (uttalat "fifty-one-fifty"), en kod inom Staten Kaliforniens psykiatriska tvångsvård.

## Låtlista
Alla låtar är skrivna och komponerade av Sammy Hagar, Eddie Van Halen, Alex Van Halen and Michael Anthony. 
| 1.           | Good Enough            | 4:05  |
| 2.           | Why Can't This Be Love | 3:48  |
| 3.           | Get Up                 | 4:37  |
| 4.           | Dreams                 | 4:54  |
| 5.           | Summer Nights          | 5:06  |
| Total längd: | Total längd:           | 22:29 |

| 6.           | Best of Both Worlds | 4:49  |
| 7.           | Love Walks In       | 5:11  |
| 8.           | 5150                | 5:44  |
| 9.           | Inside              | 5:02  |
| Total längd: | Total längd:        | 20:45 |

## Medverkande
- Sammy Hagar – sång, bakgrundssång
- Eddie Van Halen – elgitarr, keyboard, bakgrundssång
- Michael Anthony – basgitarr, bakgrundssång
- Alex Van Halen – trummor